# Indikátor přesného přiblížení
Indikace přesného přiblížení (PAPI - Precision Approach Path Indicator) je systém světel umístěný na straně letištní dráhy, který poskytuje pilotovi vizuální informaci pro udržení správné sestupové roviny během konečného přiblížení na přistání. Obvykle se nachází na levé straně dráhy přibližně 300 metrů za prahem dráhy.

## Historie
Indikátor dráhy přesného přiblížení byl poprvé navržen v roce 1974 Tonym Smithem a Davidem Johnsonem v Royal Aircraft Establishment v Bedfordu v Anglii. Trvalo jim další dva roky, než plně vyvinuli technologii. Do projektu byla také silně zapojena strojírenská firma Research Engineers (RE), která vyrobila a dodala jednotky PAPI pro první testy, které byly provedeny. Stejný design se používá dodnes. PAPI byly použity i NASA pro bezpečné přistání raketoplánu.
Dříve byl používán systém vizuální indikace sklonu přiblížení (VASI - Visual Approach Slope Indicator), který poskytoval navádění pouze do výše 60 metrů nad zemí, zatímco PAPI poskytuje navádění až do bodu podrovnání (typicky 15 metrů).
V roce 2008 se objevila nová zařízení PAPI vyráběná za použití polovodičových LED diod namísto klasických žárovek. LED diody produkují dostatečný jas, aby splňovaly standardy intenzity světla podle požadavků ICAO. Průměrná životnost se systémy na bázi LED diod je 50 000 hodin nebo více. Použitím LED diod se výrazně snižuje spotřeba energie zařízení. Systémy s LED diodami používají stejnosměrné napětí s nízkou spotřebou energie, takže  umožňují PAPI napájet ze solárních panelů zcela nezávisle na elektrické síti.

## Konstrukce a princip použití

### Konstrukce
Složení světla:
- 2 lampy (zdvojení)
- eloxované hliníkové reflektory
- červený barevný filtr
- 1 nebo 2 čočky
- žárovky a reflektory vyměnitelné bez rekalibrace

Podélný řez světlem PAPI:1 - osa světla2 - světelný zdroj 3 - červený filtr4 - čočky5,6 - světelný paprsek - bílá/červená

Každá světelná jednotka se skládá z jednoho nebo více světelných zdrojů, červených filtrů a čoček. Barevný filtr nemusí být nutný u barevných LED světel. Každá světelná jednotka vysílá paprsek o vysoké intenzitě. Spodní část paprsku je červená a horní část je bílá. Přechod mezi dvěma barvami musí probíhat pod úhlem ne větším než tři obloukové minuty. Díky této vlastnosti je změna barvy klíčová vlastnost signálu PAPI. Pro vytvoření naváděcího signálu PAPI jsou hranice barevného přechodu čtyř jednotek fixovány v různých úhlech. Nejnižší úhel se používá pro jednotku nejvzdálenější od dráhy, nejvyšší pro jednotku nejbližší k dráze. Určený sklon je uprostřed mezi nastavením druhé a třetí světelné jednotky.
Nejrozšířenější je Instalace PAPI se čtyřmi jednotkami v řadě. Jednotky by měly být křehké, ale při poškození bez střepů . Vnitřní okraj zařízení PAPI by měl být situován 15 metrů od okraje dráhy. Jednotky by měly být od sebe vzdáleny 9 m.

### Princip použití

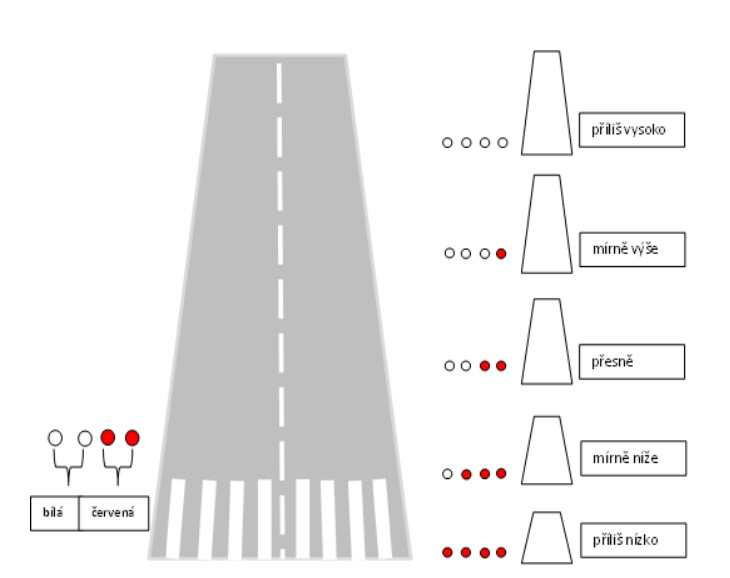
Indikace sestupového úhlu systémem PAPI

Systém PAPI by měl být umístěn na levé straně vzletové a přistávací dráhy v pravém úhlu k ose dráhy. V případě potřeby může být umístěn na pravé straně dráhy. Červená světla jsou vždy na straně nejblíže přistávací dráze. Pokud je PAPI na pravé straně dráhy (nestandardní), červená světla budou na levé straně.
Optimální vzdálenost od prahu dráhy závisí na délce dráhy, výšce překážek před drahou a sladěním mezi systémem PAPI a systémem ILS musí brát v úvahu vzdálenost mezi výškou očí a výškou přijímače ILS pro různá letadla.
Standardní nastavení sestupového úhlu je 3 stupně. Pro typický 3° sklon klesání by světla PAPI měla být nastavena následovně: 3°30', 3°10', 2°50', 2°30' (3,50°, 3,17°, 2,83°, 2,50°).
Poměr mezi bílými a červenými světly je závislý na sestupovém úhlu k přistávací dráze.
Pokud pilot vidí více bílých světel než červených, je nad sestupovou osou. Pokud vidí více červených světel, je pod sestupovou osou. Při optimálním sestupovém úhlu bude poměr bílých a červených světel pro většinu letadel stejný (tedy 2/2).
Světelné charakteristiky všech jednotek jsou identické. Za podmínek dobré viditelnosti lze naváděcí informace použít na vzdálenost až 8,0 km ve dne i v noci. V noci lze světla PAPI vidět na vzdálenost nejméně 20 mil (32 km).